# 布盧默格拉本河
49°01′42″N 12°41′49″E / 49.02842°N 12.696998°E
布盧默格拉本河（德語：Blumergraben），是德國的河流，位於該國東南部，由巴伐利亞負責管轄，屬於伊爾申巴赫河的右支流，河道全長1.6公里，流域面積2.3平方公里。